# Kleňany
Kleňany je obec na Slovensku. Leží v okrese Veľký Krtíš v Banskobystrickém kraji. Žije zde 262 obyvatel.